# راه‌های افغانستان
کشور افغانستان شبکۀ چندان گسترده‌ای از راه‌ها ندارد.
به‌طور مختصر راه‌ها و تونل‌های اصلی این کشور عبارت‌اند از:
- تونل سالنگ با طول ۲٬۶۷۶ متر به صورت فنی ساخته شده و پهنای آن به‌طور میانگین به ۷متر بالغ می‌گردد. پهنای بتن یا قیر آن به ۶متر و ارتفاع تونل به ۷متر می‌رسد.

کار نقشه‌برداری راه پل‌خمری، مزار شریف و شبرغان که ۳۶۰ کیلومتر طول دارد به کمک روسیه انجام یافته‌است. این راه نسبت به راه پیشین ۴۰ کیلومتر کوتاه‌تر است.
- راه پلخمری و شبرغان: این راه نیز شاهراه بزرگ کشور بوده شهرهای عمده‌ای مانند، پُل‌خُمری، سمنگان، خُلم، مزارشریف، بلخ، آقچه و شبرغان را با هم وصل می‌نماید.

کار نقشه‌برداری این راه در سال ۱۳۴۲خ آغاز و در سال ۱۳۵۱خ تکمیل گردید؛ درازای این راه ۳۶۰ کیلومتر بوده و پهنای آن ۱۰ متر است. با احداث این راه اولاً ۴۰ کیلومتر راه کوتاه‌تر گردیده و از طرف دیگر مشکلاتی که از ناحیۀ کوتل رباطک و تنگی خلم موجود بود از میان رفت.

## شاهراه غربی کشور
- راه کابل به قندهار: این راه یکی از راه‌های درجۀ اول ترانزیتی افغانستان بوده و ولایت‌های مهم کشور را با هم ارتباط می‌دهد. با پایان ساخت این راه ارتباط میان قندهار و سپین بولدک را از یک طرف و نقاط عمدهٔ کشور چون غزنی، مقر، قلات را از طرف دیگر تأمین کرده‌است.

کار نقشه‌برداری این راه در سال ۱۳۳۶خ خورشیدی آغاز و در سال ۱۳۴۵خ کار ساخت آن خاتمه یافت. درازای این راه ۴۸۳ کیلومتر بوده در طول سال قابل استفاده‌است زیرا در خط و سیر آن شاهراه نقاط مرتفع واقع نشده و دارای کوتل نیست. این راه توسط کمک ایالات متحده آمریکا و متخصصان آن تکمیل گردیده‌است. راه میان قندهار و سپین بولدک که ۱۰۱ کیلومتر درازا دارد از جملهٔ راه‌های پخته و اساسی بوده، عمده‌ترین راه ترانزیتی را میان قندهار و کویته تشکیل داده‌است.
- راه قندهار، هرات و تورغندی: این شاهراه یکی از نوین‌ترین شاهراه افغانستان شمرده شده تقریباً تماماً از بتن ساخته شده‌است. درازای این راه یعنی از قندهار تا تورغندی (قره‌تپه) ۶۷۴ کیلومتر بوده، دوازده متر پهنا دارد که بخش بتنی آن به ۷ متر می‌رسد. مقاومت این راه زیاد بوده و در روزهای تابستان نسبت گرمی هم تخریب نمی‌گردد.
- راه اسلام‌قلعه به هرات: پس از آنکه راه کابل، قندهار و هرات تکمیل گردید، اتصال راه هرات و اسلام‌قلعه (نقطۀ مرزی با ایران) یک امر ضروری پنداشته شده، راه عمدهٔ ترانزیتی بین هرات و مشهد را تشکیل می‌دهد.

کار ساخت این راه در سال ۱۳۲۳خ آغاز شده و در سال ۱۳۴۶خ به پایان رسید. این شاهراه در تمام سال فعال بوده یک شاهراه عمدۀ افغانستان به‌شمار می‌آید.

## منبع
جغرافیای عمومی افغانستان، نوشته: چمن شاه ملکزاده